# Craniella quirimure
Craniella quirimure är en svampdjursart som beskrevs av Peixinho, Cosme och L. Hajdu 2005. Craniella quirimure ingår i släktet Craniella och familjen Tetillidae. Inga underarter finns listade i Catalogue of Life.